# Sonora TV
Sonora TV es un canal de televisión abierta guatemalteco, propiedad de Radio Cadena Sonora. Fue lanzado en septiembre del 2012 y su sede se encuentra en la zona 15 de la ciudad de Guatemala. Se transmite a través del canal 40.2 de la televisión digital terrestre (TDT), y a través de su frecuencia principal de radio en el dial 96.9 y sus 31 repetidoras en todo el país.

## Programación
La mayoría de su programación proviene de su frecuencia principal 96.9 en Radio Cadena Sonora

### Programación actual
- Noticentro SN
- Cosas de la Vida
- Mesa Deportiva
- Maderas que Cantan
- Transmisiones Deportivas